# Italiens Grand Prix 2022
Italiens Grand Prix 2022 (officielt navn: Formula 1 Pirelli Gran Premio d'Italia 2022) var et Formel 1-løb, som blev kørt den 11. september 2022 på Autodromo Nazionale Monza in Monza, Italien. Det var det sekstende løb i Formel 1-sæsonen 2022.

## Kvalifikation
| Pos.              | Nr. | Kører             | Konstruktør           | Del 1    | Del 2     | Del 3     | Grid |
| ----------------- | --- | ----------------- | --------------------- | -------- | --------- | --------- | ---- |
| 1                 | 16  | Charles Leclerc   | Ferrari               | 1.21,280 | 1.21,208  | 1.20,161  | 1    |
| 2                 | 1   | Max Verstappen    | Red Bull Racing-RBPT  | 1.20,922 | 1.21,265  | 1.20,306  | 71   |
| 3                 | 55  | Carlos Sainz, Jr. | Ferrari               | 1.21,348 | 1.20,878  | 1.20,429  | 184  |
| 4                 | 11  | Sergio Pérez      | Red Bull Racing-RBPT  | 1.21,495 | 1.21,358  | 1.21,206  | 132  |
| 5                 | 44  | Lewis Hamilton    | Mercedes              | 1.22,048 | 1.21,708  | 1.21,524  | 194  |
| 6                 | 63  | George Russell    | Mercedes              | 1.21,785 | 1.21,747  | 1.21,542  | 2    |
| 7                 | 4   | Lando Norris      | McLaren-Mercedes      | 1.22,130 | 1.21,831  | 1.21,584  | 3    |
| 8                 | 3   | Daniel Ricciardo  | McLaren-Mercedes      | 1.22,139 | 1.21,855  | 1.21,925  | 4    |
| 9                 | 10  | Pierre Gasly      | AlphaTauri-RBPT       | 1.22,010 | 1.22,062  | 1.22,648  | 5    |
| 10                | 14  | Fernando Alonso   | Alpine-Renault        | 1.22,089 | 1.21,861  | Ingen tid | 6    |
| 11                | 31  | Esteban Ocon      | Alpine-Renault        | 1,22,166 | 1,22,130  | N/A       | 141  |
| 12                | 77  | Valtteri Bottas   | Alfa Romeo-Ferrari    | 1.22,254 | 1.22,235  | N/A       | 153  |
| 13                | 45  | Nyck de Vries     | Williams-Mercedes     | 1.22,567 | 1.22,471  | N/A       | 8    |
| 14                | 24  | Zhou Guanyu       | Alfa Romeo-Ferrari    | 1.22,003 | 1.22,577  | N/A       | 9    |
| 15                | 22  | Yuki Tsunoda      | AlphaTauri-RBPT       | 1.22,020 | Ingen tid | N/A       | 204  |
| 16                | 6   | Nicholas Latifi   | Williams-Mercedes     | 1.22,587 | N/A       | N/A       | 10   |
| 17                | 5   | Sebastian Vettel  | Aston Martin-Mercedes | 1.22,636 | N/A       | N/A       | 11   |
| 18                | 18  | Lance Stroll      | Aston Martin-Mercedes | 1.22,748 | N/A       | N/A       | 12   |
| 19                | 20  | Kevin Magnussen   | Haas-Ferrari          | 1.22,908 | N/A       | N/A       | 163  |
| 20                | 47  | Mick Schumacher   | Haas-Ferrari          | 1.23,005 | N/A       | N/A       | 173  |
| 107%-tid:1.26,586 |     |                   |                       |          |           |           |      |
| Kilde:            |     |                   |                       |          |           |           |      |

Noter:
↑1 - Max Verstappen og Esteban Ocon blev givet en 5-plads straf for at udskifte dele af deres motor.
↑2 - Sergio Pérez blev givet en 10-plads straf for at udskifte dele af hans motor.
↑3 - Valtteri Bottas, Kevin Magnussen og Mick Schumacher blev givet en 15-plads straf for at udskifte dele af deres motor.
↑4 - Carlos Sainz Jr., Lewis Hamilton og Yuki Tsuonda skulle starte bagerste for at udskifte dele af deres motor.

## Resultat
| Pos.                                                             | Nr. | Kører             | Konstruktør           | Omgange | Tid/Udgået  | Startpos. | Point |
| ---------------------------------------------------------------- | --- | ----------------- | --------------------- | ------- | ----------- | --------- | ----- |
| 1                                                                | 1   | Max Verstappen    | Red Bull Racing-RBPT  | 53      | 1:20.27,511 | 7         | 25    |
| 2                                                                | 16  | Charles Leclerc   | Ferrari               | 53      | +2,446      | 1         | 18    |
| 3                                                                | 63  | George Russell    | Mercedes              | 53      | +3,405      | 2         | 15    |
| 4                                                                | 55  | Carlos Sainz, Jr. | Ferrari               | 53      | +5,061      | 18        | 12    |
| 5                                                                | 44  | Lewis Hamilton    | Mercedes              | 53      | +5,380      | 19        | 10    |
| 6                                                                | 11  | Sergio Pérez      | Red Bull Racing-RBPT  | 53      | +6,091      | 13        | 91    |
| 7                                                                | 4   | Lando Norris      | McLaren-Mercedes      | 53      | +6,207      | 3         | 6     |
| 8                                                                | 10  | Pierre Gasly      | AlphaTauri-RBPT       | 53      | +6,396      | 5         | 4     |
| 9                                                                | 45  | Nyck de Vries     | Williams-Mercedes     | 53      | +7,122      | 8         | 2     |
| 10                                                               | 24  | Zhou Guanyu       | Alfa Romeo-Ferrari    | 53      | +7,910      | 9         | 1     |
| 11                                                               | 31  | Esteban Ocon      | Alpine-Renault        | 53      | +8,323      | 14        |       |
| 12                                                               | 47  | Mick Schumacher   | Haas-Ferrari          | 53      | +8,549      | 17        |       |
| 13                                                               | 77  | Valtteri Bottas   | Alfa Romeo-Ferrari    | 52      | +1 omgang   | 15        |       |
| 14                                                               | 22  | Yuki Tsunoda      | AlphaTauri-RBPT       | 52      | +1 omgang   | 20        |       |
| 15                                                               | 6   | Nicholas Latifi   | Williams-Mercedes     | 52      | +1 omgang   | 10        |       |
| 16                                                               | 20  | Kevin Magnussen   | Haas-Ferrari          | 52      | +1 omgang   | 16        |       |
| Ret                                                              | 3   | Daniel Ricciardo  | McLaren-Mercedes      | 45      | Olielækage  | 4         |       |
| Ret                                                              | 18  | Lance Stroll      | Aston Martin-Mercedes | 39      |             | 12        |       |
| Ret                                                              | 14  | Fernando Alonso   | Alpine-Renault        | 31      | Vandtryk    | 6         |       |
| Ret                                                              | 5   | Sebastian Vettel  | Aston Martin-Mercedes | 10      | Motor       | 11        |       |
| Hurtigste omgang: Sergio Pérez (Red Bull) - 1.24,030 (omgang 46) |     |                   |                       |         |             |           |       |
| Kilde:                                                           |     |                   |                       |         |             |           |       |

Noter:
↑1 - Inkluderer point for hurtigste omgang.

## Stilling i mesterskaberne efter løbet
| Pos. | Kører            | Point |
| ---- | ---------------- | ----- |
| 1    | Max Verstappen   | 335   |
| 2    | Charles Leclerc  | 219   |
| 3    | Sergio Pérez     | 210   |
| 4    | George Russell   | 203   |
| 5    | Carlos Sainz Jr. | 187   |

| Pos. | Konstruktør      | Point |
| ---- | ---------------- | ----- |
| 1    | Red Bull-RBPT    | 545   |
| 2    | Ferrari          | 406   |
| 3    | Mercedes         | 371   |
| 4    | Alpine-Renault   | 125   |
| 5    | McLaren-Mercedes | 107   |